# FastTrack Schedule
FastTrack Schedule – oprogramowanie do zarządzania projektami używane do planowania, śledzenia i raportowania celów projektu. Aplikacja umożliwia użytkownikom organizowanie zadań w plany projektowe, przypisywanie zasobów do zadań oraz przeglądanie szczegółów projektu w postaci wykresów Gantta, kalendarzy miesięcznych i histogramów zasobów.

## Szczegóły
Możliwości FastTrack Schedule są dopasowane zarówno dla początkujących kierowników projektów jak i dla doświadczonych użytkowników pracujących w małych lub średnich zespołach projektowych. Oprogramowanie jest dostępne w wersjach dla systemów Microsoft Windows i OS X, pliki projektu są kompatybilne pomiędzy systemami, pozwalając użytkownikom obydwu systemów operacyjnych pracować nad tym samym projektem.
FastTrack Schedule dodatkowo pozwala na wymianę danych z arkuszami kalkulacyjnymi, bazami danych, organizatorami jak Microsoft Outlook czy Apple iCal, Mindjet MindManager oraz innym oprogramowaniem do zarządzania projektami jak Microsoft Project.